# 10e cérémonie des Hong Kong Film Awards
La 10e cérémonie des Hong Kong Film Awards a eu lieu le 21 avril 1991.

## Palmarès

### Meilleur film
- Nos années sauvages de Wong Kar-wai
  - Le Chant de l'exil de Ann Hui
  - Terracotta Warrior de Ching Siu-tung
  - Farewell China de Clara Law
  - Red Dust de Yim Ho

### Meilleur réalisateur
- Wong Kar-wai pour Nos années sauvages
  - John Woo pour Une balle dans la tête
  - Ann Hui pour Le Chant de l'exil
  - Clara Law pour Farewell China
  - Yim Ho pour Red Dust

### Meilleur scénario
- Chan Man Keung pour Queen of Temple Street

### Meilleur acteur
- Leslie Cheung pour Nos années sauvages
  - Stephen Chow pour All for the Winner
  - Michael Hui pour Front Page
  - Tony Leung Ka-fai pour Farewell China
  - Jacky Cheung pour Une balle dans la tête

### Meilleure actrice
- Carol Cheng pour Her Fatal Ways
  - Sylvia Chang pour Queen of Temple Street
  - Maggie Cheung pour Farewell China
  - Gong Li pour Terracotta Warrior
  - Carina Lau pour Nos années sauvages

### Meilleur acteur dans un second rôle
- Ng Man-tat pour A Moment of Romance

### Meilleure actrice dans un second rôle
- Rain Lau pour Queen of Temple Street

### Meilleure photographie
- Christopher Doyle pour Nos années sauvages

### Meilleure direction artistique
- William Chang Suk Ping pour Nos années sauvages

### Meilleure chorégraphie d'action
- Ching Siu-tung pour Swordsman